# 4. Luftwaffen-Feld-Division
La 4. Luftwaffen-Feld-Division  (4e division de campagne de la Luftwaffe) a été l'une des principales divisions de la Luftwaffe allemande durant la Seconde Guerre mondiale.
Cette division a été formée en septembre 1942 à Groß-Born à partir du  Flieger-Regiment 14..

En janvier 1943, la Panzer-Jäger-Abteilung Luftwaffen-Feld-Division 4, la Artillerie-Abteilung Luftwaffen-Feld-Division 4 et la Flak-Abteilung Luftwaffen-Feld-Division 4 sont réunis dans le Luftwaffen-Artillerie-Regiment 4.
Comme plusieurs Luftwaffen-Feld-Division le 1er novembre 1943, la Division est prise en charge par la Heer et est renommée 4. Feld-Division (L).

## Commandement

Drapeau du commandant d'une division aérienne

| Début             | Fin               | Grade  | Nom                 |
| ----------------- | ----------------- | ------ | ------------------- |
| 25 septembre 1942 | 28 novembre 1942  | Oberst | Rainer Stahel       |
| 28 novembre 1942  | 1er avril 1943    | Oberst | Wilhelm Voelk       |
| 1er avril 1943    | 31 juillet 1943   | Oberst | Hans-Georg Schreder |
| 31 juillet 1943   | 1er novembre 1943 | Oberst | Hans Sauerbrey      |

## Chef d'état-major
| Début | Fin           | Grade          | Nom                       |
| ----- | ------------- | -------------- | ------------------------- |
| ?     | ?             | ?              | ?                         |
| ?     | Novembre 1943 | Oberstleutnant | G. Freiherr von Uckermann |

## Rattachement
| Novembre 1942 - Décembre 1942 : |  | II. Luftwaffen-Feldkorps/ Chevallerie (LIX. Armeekorps)      | basée à Welish  |
| Décembre 1942 - Janvier 1943 :  |  | II. Luftwaffen-Feldkorps/ PanzerArmeeoberkommando (PzAOK) .3 | basée à Welish  |
| Janvier 1943 - Février 1943 :   |  | II. Luftwaffen-Feldkorps/ PzAOK .3                           | basée à Vitebsk |

## Unités subordonnées
- I. à IV. Bataillone (Infanterie, sans Stab - Chaque bataillon d'infanterie est constitué de 4 compagnies)
- Panzer-Jäger-Abteilung Luftwaffen-Feld-Division 4
- Artillerie-Abteilung Luftwaffen-Feld-Division 4
- Flak-Abteilung Luftwaffen-Feld-Division 4
- Radfahrer-Kompanie Luftwaffen-Feld-Division 4
- Pionier-Kompanie Luftwaffen-Feld-Division 4
- Luftnachrichten-Kompanie Luftwaffen-Feld-Division 4
- Kommandeur der Nachschubtruppen Luftwaffen-Feld-Division 4